# Бетюн-Нор
Бетю́н-Нор (фр. Béthune-Est) — упраздненный кантон во Франции, регион Нор-Па-де-Кале, департамент Па-де-Кале. Входил в состав округа Бетюн.
В состав кантона входили коммуны (население по данным Национального института статистики Архивная копия от 17 декабря 2011 на Wayback Machine за 2008 г.):
- Аннезен (5 585 чел.)
- Бетюн (8 255 чел.) (частично)
- Ванден-ле-Бетюн (2 402 чел.)
- Веркиньёль (2 014 чел.)
- Обленгем (210 чел.)
- Шок (2 977 чел.)

## Политика
На президентских выборах 2012 г. жители кантона отдали Франсуа Олланду в 1-м туре 31,0 % голосов против 25,1 % у Марин Ле Пен и 20,7 % у Николя Саркози, во 2-м туре в кантоне победил Олланд, получивший 57,9 % голосов (2007 г. 1 тур: Сеголен Руаяль — 27,7 %, Саркози — 24,6 %; 2 тур: Руаяль — 55,0 %). На выборах в Национальное собрание в 2012 г. по 9-му избирательному округу департамента Па-де-Кале они поддержали мэра Бетюна, члена Радикальной партии левых Стефана Сен-Андре, набравшего 26,2 % голосов в 1-м туре и 58,1 % — во 2-м туре. (2007 г. 1 тур: Андре Флажоле (СНД) — 37,1 %. 2 тур: Жак Меллик (СП) — 53,3 %). На региональных выборах 2010 года в 1-м туре победил список социалистов, собравший 35,9 % голосов против 18,5 % у Национального фронта и 15,0 % у списка «правых» . Во 2-м туре единый «левый список» с участием социалистов, коммунистов и «зелёных» во главе с Президентом регионального совета Нор-Па-де-Кале Даниэлем Першероном получил 56,7 % голосов, Национальный фронт Марин Ле Пен занял второе место с 22,7 %, а  «правый» список во главе с сенатором Валери Летар с 20,6 % финишировал третьим.
|  | Кандидат           | Партия                                 | % голосов |
|  | ------------------ | -------------------------------------- | --------- |
|  | Изабель Перу       | Республиканское и гражданское движение | 50,98     |
|  | Мари-Франс Делефли | Правые партии                          | 49,02     |